# ننه دورگلس
ننه دورگلس (انگلیسی: Nene Dorgeles؛ زادهٔ ۲۳ دسامبر ۲۰۰۲) بازیکن فوتبال اهل مالی است.
وی همچنین در تیم ملی فوتبال مالی بازی کرده است.